# Huyền thoại cội nguồn

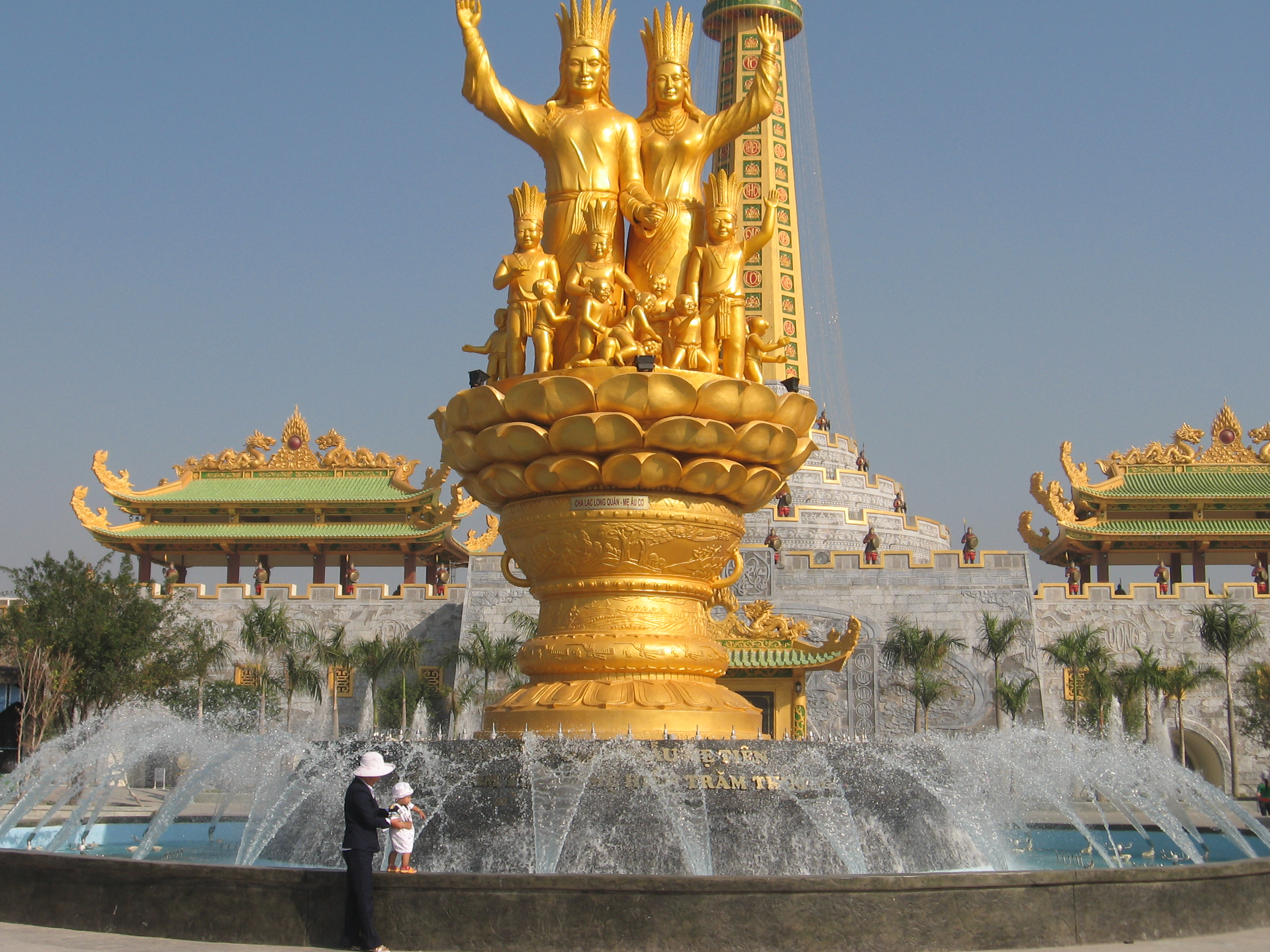
Truyền thuyết về Âu Cơ và Lạc Long Quân nhắc nguồn gốc "Con Rồng cháu Tiên", "Dòng giống Lạc Hồng" của người Việt

Huyền thoại cội nguồn (Origin myth) là một loại thần thoại giải thích về sự khởi đầu của một khía cạnh tự nhiên hoặc xã hội của thế giới hoặc nguồn gốc của một tộc người, đất nước, vùng đất, địa danh. Trong khi đó thần thoại sáng thế là một loại thần thoại về nguồn gốc kể lại sự hình thành của vũ trụ và việc khai thiên lập địa. Tuy nhiên, nhiều nền văn hóa có những câu chuyện diễn tiếp, xảy ra sau sự tích sơ khởi. Những câu chuyện huyền sử này nhằm mục đích giải thích nguồn gốc của các hiện tượng tự nhiên hoặc các hình thức tổ chức xã hôi của con người trong một thế giới đã tồn tại. Huyền thoại về nguồn gốc là những câu chuyện biện giải cách một thực tế cụ thể đã hiện diện thường dùng để biện minh cho trật tự xã hội đã được thiết lập bằng cách quy cho sự ra đời của lề luận trật tự đó là từ các thế lực thiêng liêng. Ranh giới giữa các huyền thoại vũ trụ mô tả nguồn gốc của thế giới và các huyền thoại về nguồn gốc không phải lúc nào cũng rõ ràng. Một huyền thoại về nguồn gốc của một phần cụ thể của thế giới giả định sự tồn tại của chính thế giới, thường dựa trên một huyền thoại vũ trụ. Do đó, các huyền thoại về cội nguồn có thể được coi là một phần mở rộng và được xây dựng dựa trên các huyền thoại vũ trụ học trong nền văn hóa của các tộc người. Trong các nền văn hóa truyền thống, việc truyền miệng một truyền thuyết, huyền thoại về cội gốc thường được kể lại trước khi kể một sự tích, truyền thuyết về vũ trụ.

## Đại cương
Trong học thuật Hy Lạp-La Mã, các thuật ngữ huyền thoại sáng lập (αἴτιον/founding myth) và sự tích (etiological myth) đôi khi được dùng để mô tả một huyền thoại làm rõ nguồn gốc, đặc biệt là cách một vật thể hoặc phong tục ra đời. Trong diễn ngôn chính trị hiện đại, các thuật ngữ "huyền thoại sáng lập", "huyền thoại nền tảng" thường được dùng làm tài liệu tham khảo quan trọng cho các câu chuyện chính thức hoặc được chấp nhận rộng rãi về nguồn gốc hoặc lịch sử ban đầu của một quốc gia, một xã hội, một nền văn hóa. Trong giới học thuật, thuật ngữ huyền thoại thường được sử dụng cụ thể để chỉ nguồn gốc và huyền thoại vũ trụ, các nhà nghiên cứu văn hóa dân gian dành thuật ngữ huyền thoại cho những câu chuyện mô tả sự sáng tạo. Những câu chuyện không tập trung chủ yếu vào nguồn gốc được phân loại là huyền thoại hoặc truyện dân gian, khác với huyền thoại theo các nhà nghiên cứu văn hóa dân gian. Nhà sử học Mircea Eliade lập luận rằng trong nhiều nền văn hóa truyền thống, hầu như mọi câu chuyện linh thiêng đều có thể được coi là một huyền thoại về nguồn cội. Các xã hội truyền thống thường có hành vi tập tục làm the các tình tiết, sự kiện thiêng liêng và coi là một phần trong cuộc sống của họ là một sự vĩnh cửu luân hồi đến một thời đại huyền thoại, huyền sử. Do đó, hầu như mọi câu chuyện thiêng liêng đều mô tả các sự kiện thiết lập một khuôn khổ mới cho hành vi, tập tục của con người làm chúng về cơ bản trở thành những câu chuyện về sự sáng tạo. 
Một huyền thoại về nguồn gốc thường có chức năng biện minh cho tình trạng hiện tại của các vấn đề. Trong các nền văn hóa truyền thống, các thực thể và lực lượng được mô tả trong huyền thoại về nguồn gốc thường được coi là thiêng liêng. Do đó, bằng cách quy kết trạng thái của vũ trụ cho hành động của các thực thể và lực lượng này, huyền thoại về nguồn gốc mang đến cho trật tự hiện tại một hào quang thiêng liêng: "Truyện thần thoại tiết lộ rằng Thế giới, con người và sự sống có nguồn gốc và lịch sử siêu nhiên, và lịch sử này có ý nghĩa, quý giá và mang tính mẫu mực". Nhiều nền văn hóa gieo rắc kỳ vọng rằng mọi người sẽ lấy các vị thần và anh hùng trong thần thoại làm hình mẫu của mình, noi theo các hành động của họ và duy trì các phong tục mà họ đã lập nên. Những huyền thoại về người sáng lập (các bậc tiền hiền) đã kêu gọi sự đoàn kết, tập hợp mọi người và có xu hướng bao gồm các sự kiện huyền bí trên hành trình đã trải qua để khiến "người sáng lập" có vẻ đáng mơ ước và mang phẩm chất anh hùng sử thi. Các quốc vương hoặc tầng lớp quý tộc cai trị có thể cho rằng họ có dòng dõi từ những người lập quốc, mở cõi, có dòng dõi bắt nguồn từ các vị thần thánh hay những vị anh hùng trong thần thoại để hợp pháp hóa quyền cai quản và địa vị của họ, Julius Caesar và những người thân của ông đã tuyên bố rằng tổ tiên của ông ta chính là Aeneas (là hậu duệ của Aeneas và nữ thần Venus). 
Bắt đầu từ thời tiền sử, nhiều nền văn minh và vương quốc đã áp dụng một số phiên bản của một mẫu hình anh hùng sử thi về nguồn gốc dân tộc, bao gồm người Hittites và nhà Chu trong Thời đại đồ đồng; người Scythia, Wusun, La Mã và Goguryeo trong cổ đại; người Thổ Nhĩ Kỳ và người Mông Cổ trong thời Trung cổ; và Hãn quốc Dzungar trong thời kỳ đầu hiện đại là những ví dụ. Các Thánh thư Do Thái như Torah (hay Ngũ kinh, như các học giả Kinh thánh đôi khi gọi như vậy) là tên gọi chung của năm cuốn sách đầu tiên của Kinh thánh gồm Sáng thế ký, Sách Xuất hành, Lê Vi ký, Sách Dân số, và Phục truyền luật lệ ký đã hình thành nên huyền thoại của Israel là nước Chúa và dân Chúa, câu chuyện về nguồn gốc của dân tộc và nền tảng của nền văn hóa và thể chế của người Do Thái, và đó là một nguyên tắc cơ bản của Do Thái giáo rằng mối quan hệ giữa Chúa và dân tộc được Chúa chọn đã được thiết lập trên núi Sinai thông qua Torah. Vào thời Trung cổ, những huyền thoại về sự thành lập của công xã thời trung cổ ở miền bắc nước Ý đã thể hiện sự tự tin ngày càng tăng của cư dân thành thị và mong muốn tìm ra nguồn gốc La Mã, dù mong manh và mang tính huyền thoại. Vào thế kỷ XIII thì ở Padua khi mỗi công xã tìm kiếm một người sáng lập La Mã – và nếu không có, họ sẽ bịa ra một người – thì một huyền thoại đã lan truyền trong thành phố, cho rằng sự thành lập của nó là do Antenor người Trojan sáng lập. Ở Pháp thì huyền thoại lập quốc được gọi là Mythomoteur (là một từ ghép của các từ tiếng Pháp cho huyền thoại và động cơ) là huyền thoại cấu thành mang lại cho một nhóm dân tộc ý nghĩa về mục đích của nó. Thuật ngữ này lần đầu tiên được sử dụng trong bối cảnh này do Ramon d’Abadal i de Vinyals đề xướng, và sau đó được John Armstrong sử dụng trong cuốn sách Các quốc gia trước chủ nghĩa dân tộc của ông. Sau đó, nó đã trở thành một chủ đề phổ biến trong tác phẩm của Anthony D. Smith về dân tộc và chủ nghĩa dân tộc, đặc biệt là cuốn sách The Ethnic Origins of Nations của ông. Ba loại người sáng tác thần thoại đã được xác định, cộng đồng-chính trị, cộng đồng-tôn giáo và triều đại.